# Vingt-quatre préludes de Chopin, opus 28
Pour les articles homonymes, voir Vingt-quatre préludes.
Les Vingt-quatre Préludes op. 28 pour piano sont une série de 24 morceaux courts de Frédéric Chopin dédiés à ses amis Camille Pleyel et Joseph Christoph Kessler (en).
L'œuvre a la particularité de suivre le cycle des quintes : chaque morceau dans une tonalité majeure est suivi d'un autre dans sa relative mineure.

## Histoire
Chopin compose ses Préludes entre 1835 et 1839, et les achève à la chartreuse de Valldemossa de Majorque aux Îles Baléares où, âgé de 29 ans, il séjourne avec George Sand et les enfants de cette dernière, pour échapper au climat hivernal de Paris et tenter de soigner sa tuberculose chronique. Elle y rédige son œuvre Un hiver à Majorque (ils vivent ensemble de 1838 à 1847).
Chopin publie cette série de préludes avec un succès retentissant dès son retour à Paris en 1839. Cette œuvre romantique, composée d'un mélange successif de sentiments mélancoliques et de joie, est entre autres interprétée selon ses dernières volontés lors de la cérémonie de ses funérailles à l'église de la Madeleine de Paris, avec sa Marche funèbre de 1837 et le Requiem de Mozart et Süßmayr, composé en 1791.
Inspirés des préludes du Clavier bien tempéré de Jean-Sébastien Bach, ils inspireront à leur tour les préludes d'Alexandre Scriabine, les préludes de Claude Debussy, les préludes de Francis Thomé, et les préludes de Sergueï Rachmaninov.
Chopin a également composé deux autres préludes hors de l'opus 28 : le prélude en ut dièse mineur sostenuto (op. 45) et le prélude en la bémol majeur presto, con leggierezza (op. posthume).

## Structure
1. En do majeur. Agitato
2. En la mineur. Lento
3. En sol majeur. Vivace
4. En mi mineur. Largo (cf. Prélude no 4 de Chopin)
5. En ré majeur. Allegro molto
6. En si mineur. Lento assai
7. En la majeur. Andantino
8. En fa dièse mineur. Molto agitato
9. En mi majeur. Largo
10. En do dièse mineur. Allegro molto
11. En si majeur. Vivace
12. En sol dièse mineur. Presto
13. En fa dièse majeur. Lento
14. En mi bémol mineur. Allegro
15. En ré bémol majeur. Sostenuto (cf. Prélude no 15 de Chopin)
16. En si bémol mineur. Presto con fuoco
17. En la bémol majeur. Allegretto
18. En fa mineur. Allegro molto
19. En mi bémol majeur. Vivace
20. En do mineur. Largo
21. En si bémol majeur. Cantabile
22. En sol mineur. Molto agitato
23. En fa majeur. Moderato
24. En ré mineur. Allegro appassionato

## Discographie
Parmi les interprétations de référence, celles, historiques, d'Alfred Cortot (1926, 1933/4, 1942, 1955), Arthur Rubinstein (1946), Claudio Arrau (1950, 1960, 1973), Nikita Magaloff (1975),  Martha Argerich (en 1975), Vladimir Ashkenazy (1980), Maurizio Pollini (1990), Ivo Pogorelic (1990), Grigory Sokolov (1990), Ievgueni Kissine (1999), Rafał Blechacz (2007).

## Postérité

### Musique classique
Le pianiste et compositeur russe Sergueï Rachmaninov a composé des variations sur le 20e prélude.
Le pianiste et compositeur italien Ferruccio Busoni a composé des variations sur le prélude en do mineur.
Federico Mompou se sert du prélude no 7 pour ses Variations sur un thème de Chopin, écrites entre 1938 et 1957.

### Jazz
Le pianiste de jazz américain Bill Evans a utilisé le prélude en do mineur comme thème de son Blue Interlude sur l'album Bill Evans Trio with Symphony Orchestra.

### Musique populaire
Barry Manilow s'est inspiré du prélude no 20 pour sa chanson Could It Be Magic en 1973, reprise sous le titre Le Temps qui court par Alain Chamfort en 1975.
Donna Summer en propose une version disco en 1976, et le boys band Take That en 1993.
Jack Nitzsche joue cinq des préludes (1, 3, 4, 6 et 15) dans son album de 1966 Chopin '66.

### Cinéma
Le prélude no 24 constitue la musique du générique de début du Concerto du chat, cartoon de la série Tom et Jerry.
Le prélude no 2 apparaît dans le film Sonate d'automne d'Ingmar Bergman sorti en 1978.
Le prélude no 4 en mi mineur, ainsi que le no 20 en do mineur, sont joués, de manière intradiégétique, dans le film Salò ou les 120 Journées de Sodome de Pier Paolo Pasolini, sorti en 1975.